# Kinzau-Vuete
Kinzau-Vuete ou Kinzao est une localité du territoire de Seke-Banza de la province du Kongo Central en République démocratique du Congo.

## Géographie
La localité est située sur la route nationale 1 à 56 km au nord du chef-lieu de la province Matadi.

## Administration
Localité de 24 286 électeurs recensés en 2018, elle a le statut de commune rurale de moins de 80 000 électeurs, elle compte 7 conseillers municipaux en 2019.

## Population
Le recensement de la population date de 1984,.
| 1984 | 2004   | 2012   |
| ---- | ------ | ------ |
| -    | 15 300 | 18 676 |

2023 = 40.000